# Flugplatz Schwarzheide-Schipkau

i7
i11
i13
Der Flugplatz Schwarzheide-Schipkau (ICAO-Code: EDBZ) ist ein deutscher Flugplatz bei Schwarzheide in Brandenburg. Er ist als Sonderlandeplatz klassifiziert.

## Flugbetrieb
Der Flugplatz wird über Jahrzehnte hauptsächlich vom Aero-Club Schwarzheide e. V. mit seinen 85 Mitgliedern genutzt, einem gemeinnützigen Luftsportverein, der seit 1959 besteht. Es ist einer der wenigen Vereine, welcher gleichzeitig an einem Standort alle Sparten der fliegerischen Disziplinen Segelflug, Motorsegler- und Ultraleichtflugbetrieb, Motorflug sowie Modellflug betreibt und setzt dabei auf ehrenamtliches Engagement. Ein Schwerpunkt liegt auf der Ausbildung junger Menschen im Segelflug, wobei die Flugausbildung durch vereinseigene Fluglehrer erfolgt.
Die Infrastruktur umfasst Hallen für Flugzeuge, Werkstätten, ein Vereinsheim sowie ein Start- und Landefeld mit Graspiste. Neben dem regelmäßigen Flugbetrieb finden auch Vereinsveranstaltungen, Schulungen, Wartungsarbeiten sowie regionale Luftsportwettbewerbe statt. Der Verein ist Mitglied im Deutschen Aero Club (DAeC) und in den Landesverbänden organisiert.
Aufgrund der hervorragenden thermischen Bedingungen für den Segelflug ist der Verein mindestens einmal jährlich Gastgeber von Fluglagern für Jugendliche und beheimatet in diesen meist zweiwöchigen Zeitraum andere Segelflugvereine aus Europa.

## Anfahrt
Ausgeschilderte Abfahrt von der Verbindungsstraße Schwarzheide–Schipkau auf Höhe der Anschlussstelle 17 Schwarzheide der A13.

## Konflikt um die Schließung des Flugplatzes
Seit dem Jahr 2022 besteht ein Konflikt um die zukünftige Nutzung des Flugplatzgeländes Schwarzheide/Schipkau. Die Eigentümer des Areals – die Gemeinden Schwarzheide und Schipkau – streben eine industrielle Umnutzung des Geländes an, unter anderem durch die Ansiedlung eines Industrieparks sowie eines Höhenwindrades in unmittelbarer Nähe zum Flugplatz. Als Projektentwickler tritt dabei unter anderem das Dresdner Unternehmen GICON auf.
Die Pläne kollidieren mit dem bestehenden Nutzungsvertrag zwischen der kommunalen Flugplatzbetriebsgesellschaft Schwarzheide/Schipkau mbH (FBG) und dem dort ansässigen Aero-Club Schwarzheide e. V., einem gemeinnützigen Luftsportverein, der das Gelände auf Grundlage eines bis 2030 laufenden Pachtvertrags nutzt.
Im Frühjahr 2024 kündigte die Flugplatzbetriebsgesellschaft den Pachtvertrag einseitig und vorzeitig, wogegen der Verein rechtlich vorging. Die Gemeinden beauftragten externe Kanzleien und beantragten den Widerruf der luftrechtlichen Genehmigung als Sonderlandeplatz. Dieser wurde zum 1. Oktober 2024 durch die Gemeinsame Obere Luftfahrtbehörde Berlin-Brandenburg (LuBB) widerrufen. Der Verein legte Widerspruch ein, der aufschiebende Wirkung entfaltet, wodurch die Genehmigung formal weiterhin besteht. Dennoch wurde der Flugbetrieb durch ein durch die FBG veröffentlichtes NOTAM (Notice to Airmen) unterbunden, welches den Flugplatz als geschlossen meldet.
Ende Dezember 2024 reichte die Flugplatzbetriebsgesellschaft eine Räumungsklage vor dem Landgericht Cottbus gegen den Verein ein. Parallel erhob der Verein eine Drittwiderklage, um den Fortbestand des Pachtverhältnisses gerichtlich feststellen zu lassen. Der Ausgang des Verfahrens ist zum jetzigen Zeitpunkt (Stand: Juni 2025) offen.